# Efekt doktora Foxa
Efekt doktora Foxa – jeden z błędów poznawczych polegających na tym, że ludzie nie oceniają sensu wypowiedzi (czy jest merytoryczna) tylko jej ekspresyjność. Czym wypowiedź jest bardziej ekspresyjna, tym ludzie są skłonni bardziej w nią uwierzyć i lepiej ją ocenić. Dotyczy to też fachowców z danej dziedziny. Dlatego najlepiej oceniać prace naukowe na spokojnie po zapoznaniu się z nimi w formie pisemnej, niż na konferencjach naukowych. Wyborcy polityków też są na niego podatni. Efekt dr. Foxa miał też wpływ w uwiedzeniu Niemców przez Hitlera.
Nazwa pochodzi od Myrona L. Foxa. Przedstawiając się za doktora, wygłosił w 1976 trzy razy wykład na temat zastosowania teorii gier w nauczaniu lekarzy (Mathematical Game Theory as Applied to Physician Education). Wykład był dla fachowców (psychiatrów i psychologów) i żaden z nich nie zorientował się, że wykład jest bezsensowny. Przyczyną tego było to, że Fox był aktorem i mówił pewnym głosem, cały czas gestykulując, od czasu do czasu wstawiając anegdoty.